# Claude de La Sengle
Claude de la Sengle, né en 1494 en France et mort le 18 août 1557 à Mdina à Malte, est le 48e grand maître des Hospitaliers de l'ordre de Saint-Jean de Jérusalem, de 1553 à sa mort.

## Biographie
Claude de la Sengle, bailli de la « langue de France », est impliqué dans le combat entre l'ordre des Hospitaliers, installé à Malte et à Tripoli depuis 1530, et le corsaire ottoman Dragut, basé à Djerba à partir des années 1540, notamment lors de la crise de 1551 sous le mandat de Juan de Homedes (perte de Tripoli). Lors de la tornade du Grand Port de Malte le 23 septembre 1555 (ou 1556, les dates diffèrent selon les sources), qui a fait 600 victimes, il participe aux secours et put ainsi sauver le chevalier Mathurin Romegas.
Élu grand maître, il poursuit les travaux de fortification entamés par son prédécesseur : les forts Saint-Michel et Saint-Elme. Il fait procéder au développement du village de L-Isla, parfois nommé Città Senglea pour honorer le grand maître.

## Sources bibliographiques
- Bertrand Galimard Flavigny, Histoire de l'ordre de Malte, Paris, Perrin, 2006